# Campeonato Paulista 1972
In 1972 werd het 71ste Campeonato Paulista gespeeld voor voetbalclubs uit de Braziliaanse staat São Paulo. De competitie werd georganiseerd door de FPF en werd gespeeld van 4 maart tot 7 september. 
De competitie werd in twee delen gespeeld. De zes grootste clubs (Santos, Palmeiras, São Paulo, Corinthians, Portuguesa en Ponte Preta) waren meteen voor de tweede fase geplaatst. Twaalf overgebleven clubs streden in een voorronde voor de andere zes plaatsen. Palmeiras werd kampioen. 

## Voorronde
| Plaats | Club                | Ptn. |
| ------ | ------------------- | ---- |
| 1.     | Juventus            | 31   |
| 2.     | Ferroviária         | 30   |
| 3.     | América             | 26   |
| 4.     | São Bento           | 25   |
| 5.     | Guarani             | 22   |
| 6.     | Comercial           | 21   |
| 7.     | XV de Piracicaba    | 20   |
| 8.     | Botafogo            | 20   |
| 9.     | Paulista            | 18   |
| 10.    | Portuguesa Santista | 18   |
| 11.    | Marília             | 17   |
| 12.    | Noroeste            | 12   |

|  | Gekwalificeerd voor hoofdcompetitie |

## Eindstand
| Plaats | Club             | Wed. | W  | G  | V  | Saldo | Ptn. |
| ------ | ---------------- | ---- | -- | -- | -- | ----- | ---- |
| 1.     | Palmeiras        | 22   | 15 | 7  | 0  | 33:8  | 37   |
| 2.     | São Paulo        | 22   | 14 | 8  | 0  | 32:7  | 36   |
| 3.     | Santos           | 22   | 14 | 1  | 7  | 31:21 | 29   |
| 4.     | Corinthians      | 22   | 10 | 8  | 4  | 28:10 | 28   |
| 5.     | Portuguesa       | 22   | 8  | 7  | 7  | 31:25 | 23   |
| 6.     | Guarani          | 22   | 8  | 6  | 8  | 16:22 | 22   |
| 7.     | Ponte Preta      | 22   | 5  | 11 | 6  | 19:20 | 21   |
| 8.     | Juventus         | 22   | 5  | 6  | 11 | 24:34 | 16   |
| 9.     | América          | 22   | 5  | 5  | 12 | 19:28 | 15   |
| 10.    | São Bento        | 22   | 4  | 7  | 11 | 16:29 | 15   |
| 11.    | Ferroviária      | 22   | 5  | 4  | 13 | 18:37 | 14   |
| 12.    | XV de Piracicaba | 22   | 1  | 6  | 15 | 10:36 | 8    |

## Kampioen
| Campeonato Paulista de 1972    |
| São Paulo                      |
| ------------------------------ |
| PALMEIRAS Kampioen (16° titel) |